# Ludovic Blas
Ludovic Régis Arsène Blas (Colombes, 31 de dezembro de 1997) é um futebolista francês que atua como meia-atacante. Atualmente, joga no Rennes.

## Carreira
Ludovic Blas começou a carreira no Guingamp.

## Títulos
Nantes
- Copa da França: 2021-22[2]

França
- Campeonato Europeu Sub-19: 2016

### Prêmios individuais
- Equipe do torneio do Campeonato Europeu Sub-19 de 2016[3]
- 45º melhor jovem do ano de 2017 (FourFourTwo)[4]